# Biologi

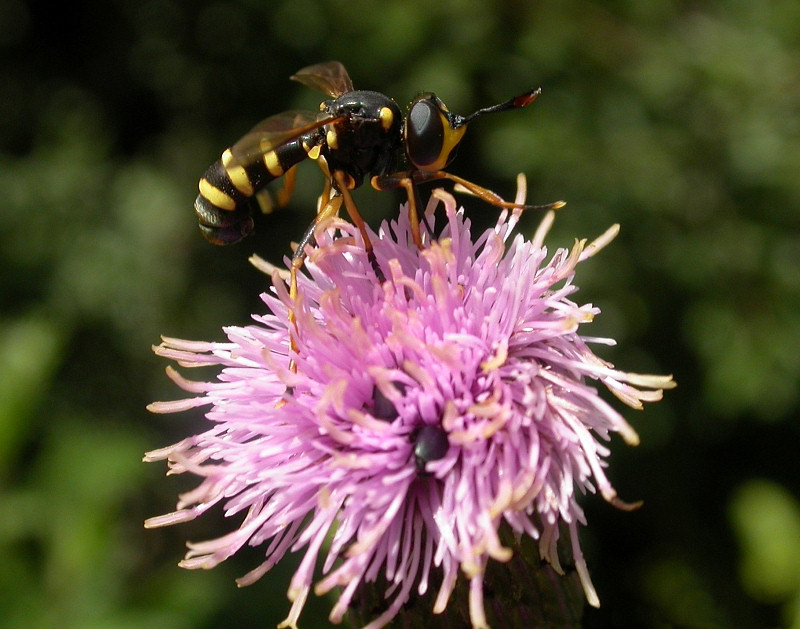
Insekt som pollinerar en blomma

Biologi eller biovetenskap är den naturvetenskap som berör läran om livet, levande organismer och livets processer, inklusive dess struktur, funktion, tillväxt, ursprung, evolution, utspridning och taxonomi. Biologi är ett brett ämne som innehåller många förgreningar, ämnen och discipliner. Bland de viktigaste ämnena är de fem samlande principerna som kan sägas vara den moderna biologins fundamentala axiomer. Dessa är att celler är livets grundläggande enheter, att nya arter och ärvda karaktärsdrag är evolutionens produkt, att gener är ärftlighetens grundläggande enhet, att en organism reglerar sin inre miljö för att bibehålla ett stabilt och konstant tillstånd och att levande organismer konsumerar och transformerar energi.
Biologins underdiscipliner erkänns på grundval av skalan som organismer studeras på och metoderna som används för att studera dem. Biokemi utforskar livets rudimentära kemi, molekylärbiologi studerar biologiska molekylsystems komplexa interaktioner, cellbiologi utforskar allt livs grundläggande byggstenar; cellen; fysiologi utforskar vävnadernas, organernas och organsystemens fysiska och kemiska funktioner och ekologin utforskar hur olika organismer interagerar och associerar med sin omgivning. En yrkesmässigt ämneskunnig i biologi kallas för biolog.

## Historia
Begreppet biologi, i modern bemärkelse, började introduceras från omkring mitten av 1700-talet och i början av 1800-talet användes det av framstående vetenskapsmän som Jean-Baptiste de Lamarck, Gregor Mendel och Charles Darwin är andra framstående personer som bidragit mycket till biologins utveckling. Redan på 600-talet f.Kr frågade sig dock den grekiske filosofen Thales från Miletos var livet kom ifrån. Det svar han kom fram till på den frågan grundat på sina observationer var enligt Aristoteles eftermäle om honom vattnet.

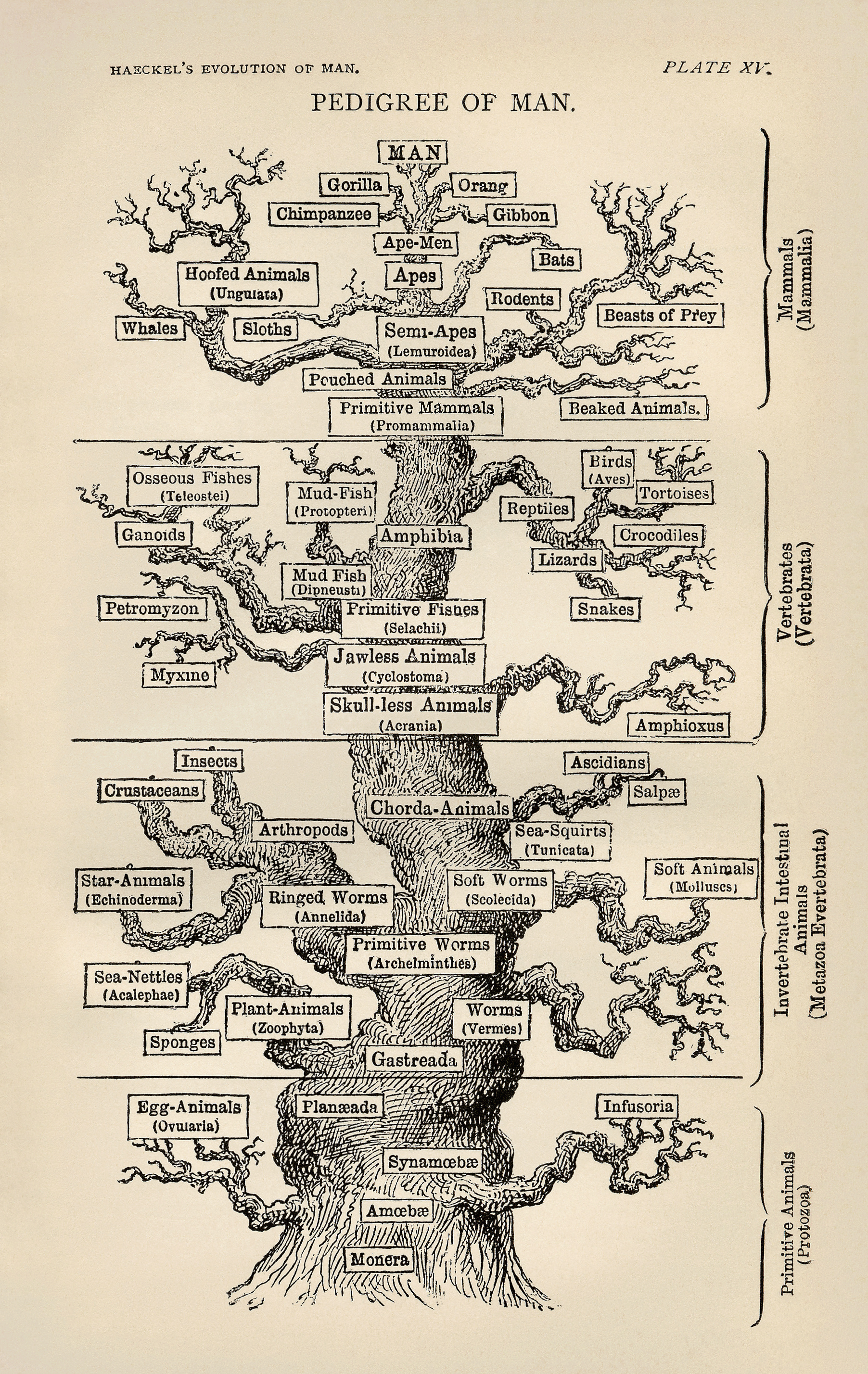
Ernst Haeckels livsträd (1879)

Termen biologi i dess moderna betydelse verkar ha introducerats utan hjälp av varandra av Karl Friedrich Burdach (1800), Gottfried Reinhold Treviranus (Biologie oder Philosophie der lebenden Natur, 1802), och Jean-Baptiste Lamarck (Hydrogéologie, 1802). Ordet kommer från grekiskans βίος, "bios" ("liv") och suffixet λογία, "logia" (studerande av).
Även om biologi i dess moderna form är en relativt ny vetenskap, har byggstenarna till den studerats sedan antiken, precis som mycket annat inom vetenskapen. Naturfilosofi studerades så tidigt som i de antika civilisationerna Mesopotamien, Egypten, Indiska subkontinenten och Kina. Den moderna biologins ursprung och ansatser att studera naturen, brukar ofta spåras tillbaka till antikens Grekland. Aristoteles var den som bidrog mest till utvecklingen. Hans "Historia Animalium" och andra verk där han beskrev naturalism, är speciellt viktiga, tillsammans med senare empiriska arbeten, som fokuserade på biologiska orsaker och livets mångfald. Aristoteles företrädare vid lyceumet, Theophrastus, skrev en serie böcker inom botanik, som kvarstod som de viktigaste bidragen från antiken till florestiken till och med långt in i medeltiden. Märkbara framsteg inom biologisk forskning befrämjades av muslimska läkare som al-Jahiz (781-869) inom zoologi, den kurdiska biologen Al-Dinawari (828-896) inom botanik, och den persiska läkaren Rhazes  (865–925) inom anatomi och fysiologi. Dessa filosofer förklarade, expanderade och förbättrade de grekiska biologernas teorier och systematik. 
Biologi började snabbt utvecklas och växte med Antony van Leeuwenhoeks dramatiska förbättring av mikroskopet. Det var då som lärda upptäckte spermier, bakterier, hödjur och den oerhörda märkligheten bland det mikroskopiska livets mångfald. Undersökningar av Jan Swammerdam ledde till nya intressen inom entomologi och byggde de grundläggande teknikerna för mikroskopisk dissektion och färgning. Framsteg inom mikroskopi hade även en påverkan på det biologiska tänkandet. Under 1800-talets början pekade ett antal biologer på cellens centrala betydelse. 1838 och 1839 började Schleiden och Schwann befrämja idéerna att organismernas grundläggande enhet är cellen, att individuella celler har alla livets kännetecken även om de bestred att alla celler kommer från delning av andra celler. Tack vare Robert Remaks och Rudolf Virchows arbete accepterade dock under 1860-talet de flesta biologerna de tre grundsatser som skulle bli kända som cellteorin.
Under tiden hade taxonomi och klassificering hamnat i fokus för studier av naturhistoria. Carl von Linné publicerade år 1735 en grundläggande taxonomi för den naturliga världen (vilken, med vissa modifieringar, fortfarande används), och introducerade under 1750-talet vetenskapliga namn för alla de arter han kartlagt. Georges-Louis Leclerc, Comte de Buffon, behandlade arter som artificiella kategorier och levande former som formbara, och föreslog till och med gemensam härstamning som en möjlighet. Även om han motsatte sig evolutionen är Buffon en nyckelfigur i det evolutionära tänkandets historia. Hans arbeten skulle influera teorier av både Lamarck och Charles Darwin.. Det var dock den brittiska naturforskaren Charles Darwin som genom att kombinera Humboldts biogeografiska ansatser, Lyells uniformitariska geologi, Thomas Malthus skrifter om populationstillväxt och sin egen morfologiska expertis skapade en mer framgångsrik evolutionsteori baserad på naturligt urval. Liknande tänkande och bevis ledde Alfred Russel Wallace till att – utan Darwins påverkan – nå samma slutsatser.
Upptäckandet av ärftlighetens fysiska representation kom med evolutionära principer och populationsgenetik. Under 1940-talet och 1950-talets början pekade experiment mot DNA som kromosomernas komponent som höll gener. Fokus på nya modellorganismer som virus och bakterier, tillsammans med upptäckten av DNA:s dubbla helixstruktur år 1953 markerade övergången till molekylärgenetikens era. Från 1950-talet till nutid har biologin utökats mycket i den molekylära domänen. Den genetiska koden knäcktes av Har Gobind Khorana, Robert W. Holley och Marshall Warren Nirenberg efter att DNA förstods innehålla kodoner. Slutligen startades Human Genome Project 1990 med målet att kartlägga det generella mänskogenomet. Detta projekt avslutades 2003 , men har fått många efterföljare. Projektet var det första steget i ett globalt försök att inkorporera ackumulerad kunskap om biologi till en funktionell molekylär definition av människokroppen och andra organismers kropp.

## Centrala begrepp
- Cellen, livets minsta enhet, bär arvsanlag och förökas genom delning.
- Evolution, studiet av hur arvsanlag varierar och utvecklas.
- Genetik, ärftlighetslära, studiet av cellens genetiska information i form av DNA.

## Biologiska discipliner
Traditionellt har biologin delats in efter vilka organismer som studerats. Botaniken är studiet av växter, zoologin studiet av djur och mikrobiologin studiet av mikroorganismer. 
Dagens biologiska discipliner är indelade efter vilka perspektiv och undersökningsmetoder som tillämpas. Molekylärbiologin, biokemin och den molekylära genetiken studerar de levande organismerna ur det mest detaljerade perspektivet. Cellbiologin är studiet av livet på cellnivå. Histologi är detsamma som vävnadslära och fysiologi läran om den biologiska funktionen. Anatomin är läran om levande varelsers struktur. Inom etologi (läran om beteende och anpassning) och ekologi (interaktioner mellan levande organismer och deras omvärld) studeras livet ur ett mer övergripande perspektiv. 
Inom den biologiska systematiken placeras arter, både levande och utdöda, i ett sammanhang och släktskapen mellan dem studeras. En arts evolutionära historia, det vill säga hur den har utvecklats till vad den är idag, studeras inom fylogenetiken. Levande organismer namnges och klassificeras inom taxonomin.

## Livets domäner
Ursprungligen har allt levande ofta delats in som antingen växt eller djur. Först under 1900-talet såg man bristerna i en sådan uppdelning eftersom bakterier, andra encelliga organismer och svampar inte passade in. Omkring 1970 kom allt levande istället att delas in i fem riken:
Prokaryotae (celler utan kärna) -- Protista (enkelt byggda organismer med cellkärna) -- Fungi (svampar) -- Plantae (växtriket) -- Animalia (djurriket)
Detta system betraktas idag som föråldrat. För att inte drastiskt behöva öka antalet riken, används istället ett system med tre övergripande domäner:
- Archaea (arkéer)
- Bacteria (eubakterier, egentliga bakterier)
- Eukaryota (eukaryoter, organismer med cellkärna)

Domänindelningen baseras på huruvida cellen har en cellkärna eller ej, och på skillnader i genetiskt ursprung och cellmembranens sammansättning.
Distinktionen mellan levande och inte levande är inte alltid självklar. Virus, viroider och prioner brukar i allmänhet inte räknas som livsformer. De kan visserligen föröka sig men har inte egen ämnesomsättning.

## Galleri

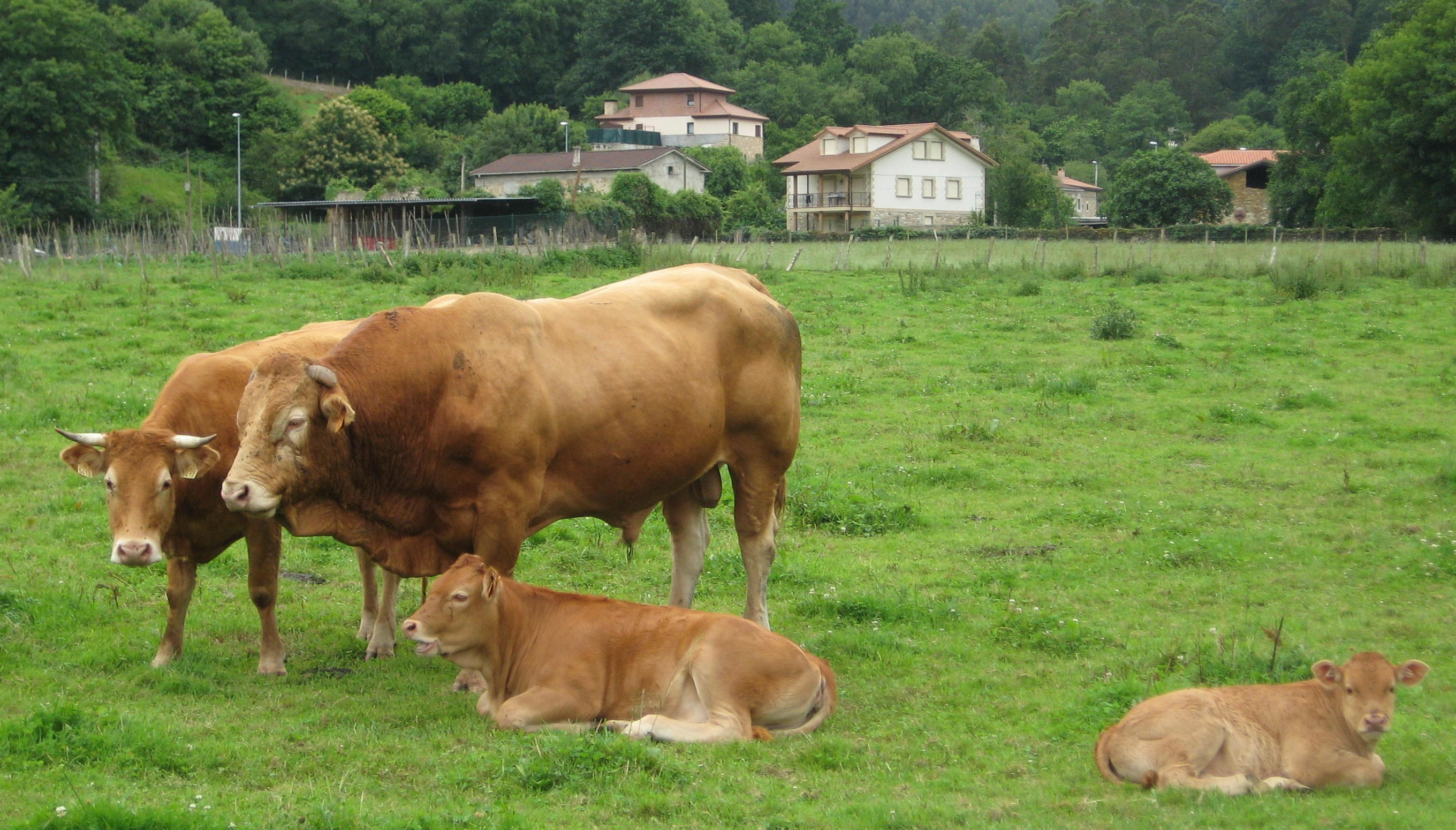
Animalia - Bos primigenius taurus
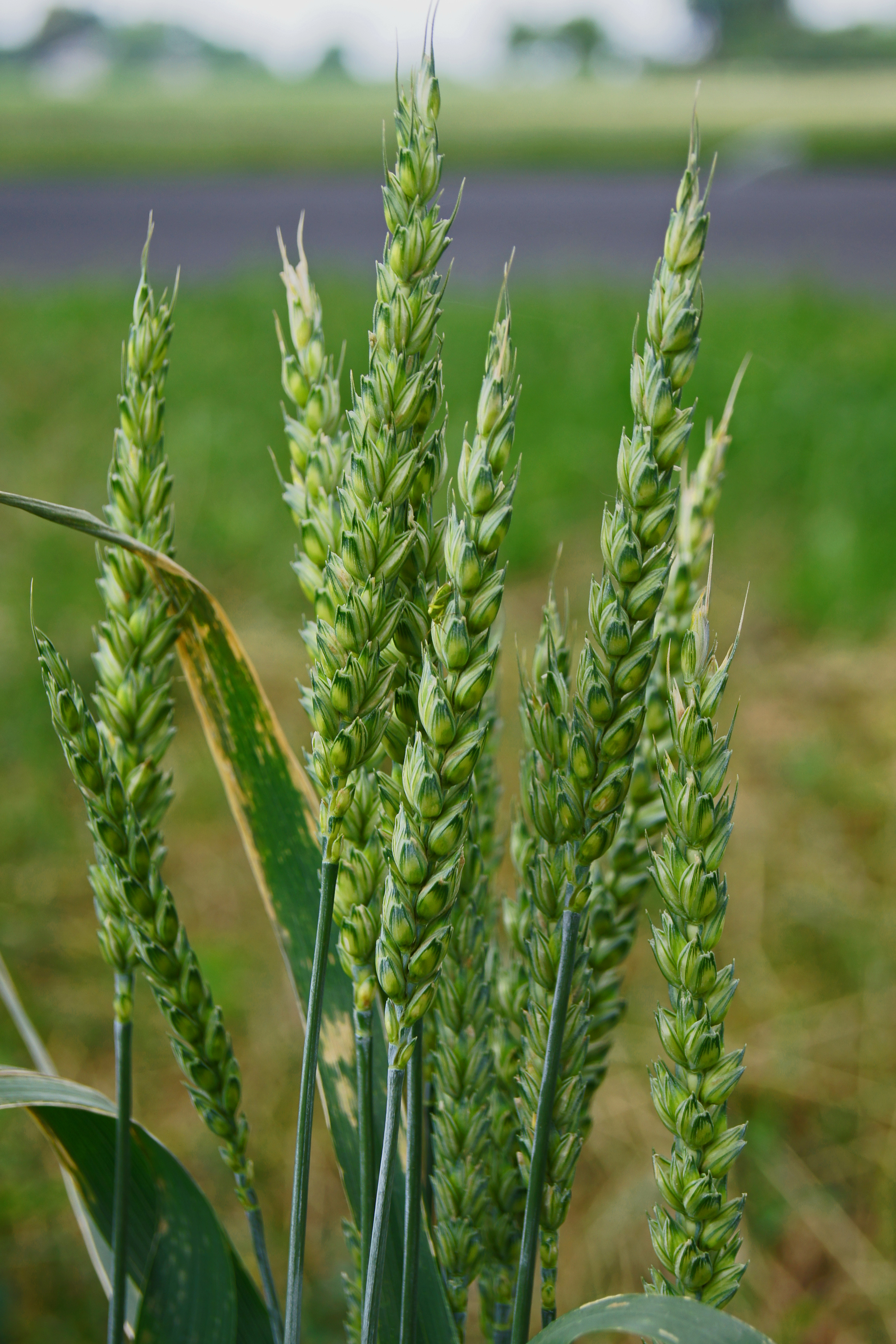
Planta - Triticum
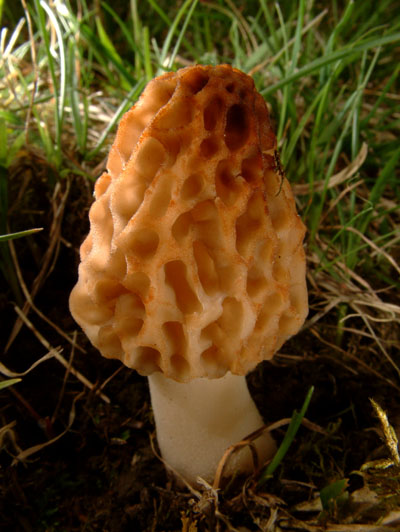
Fungi - Morchella esculenta
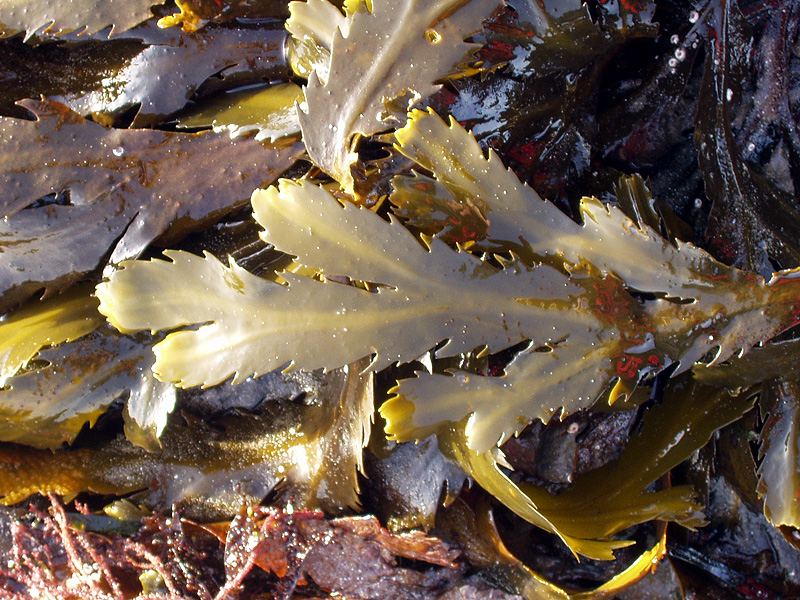
Stramenopila/Chromista - Fucus serratus
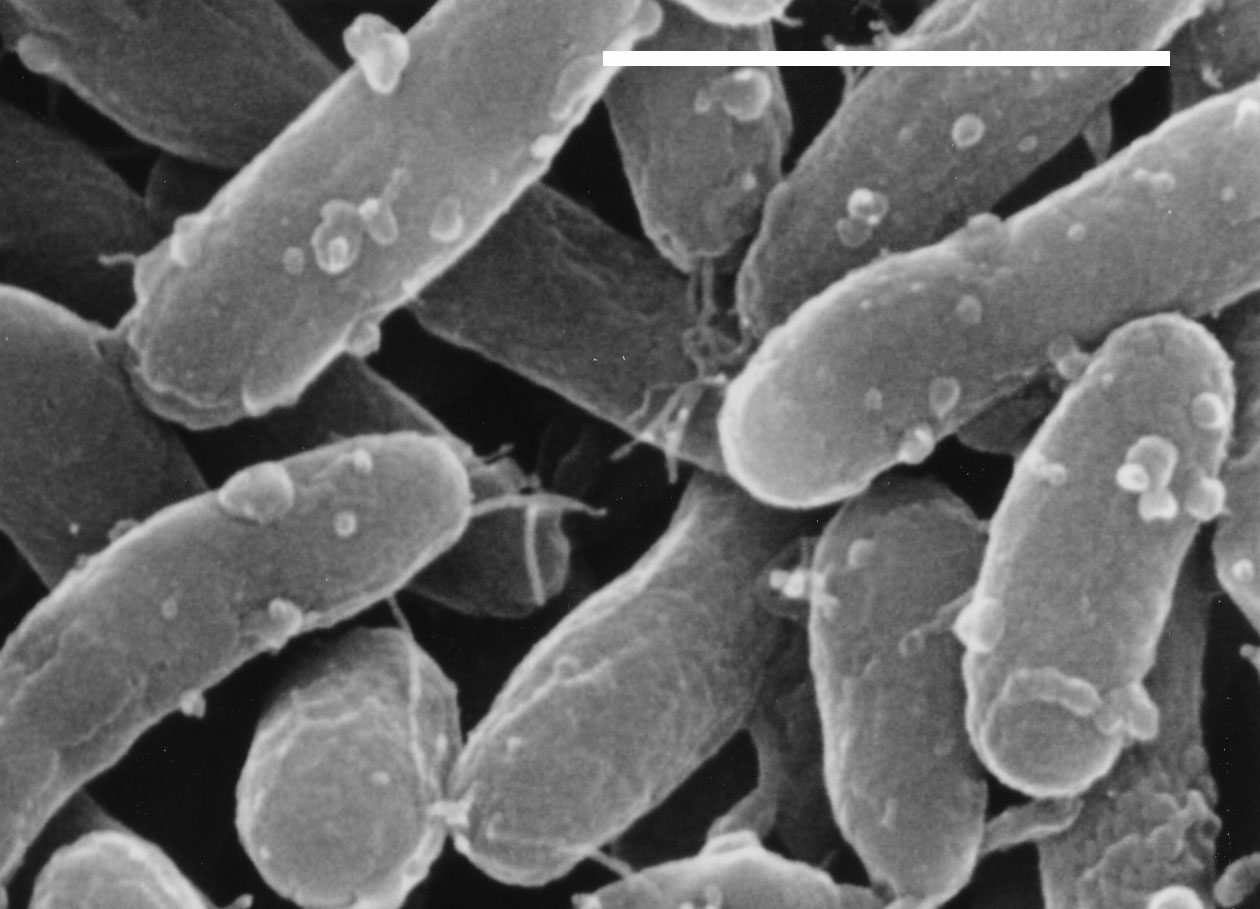
Bacteria - Gemmatimonas aurantiaca (- = 1 Micrometer)
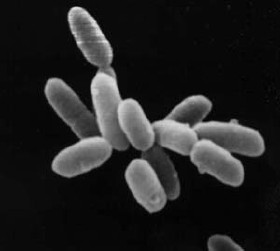
Archaea - Halobacteria
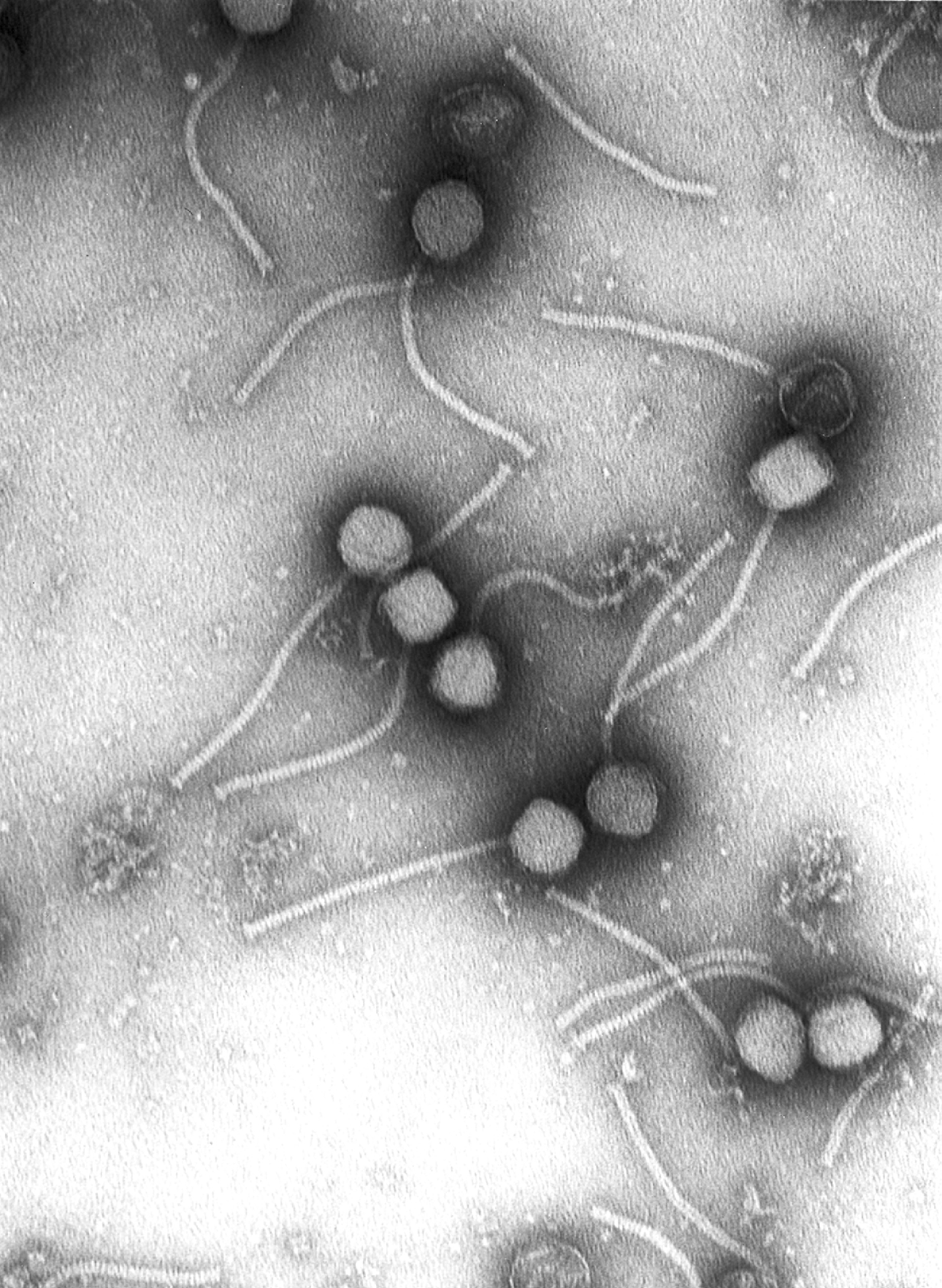
Virus - Gamma phage